# یواس‌اس سبل (آی‌ایکس-۸۱)
یواس‌اس سبل (آی‌ایکس-۸۱) (به انگلیسی: USS Sable (IX-81)) یک کشتی بود که طول آن ۵۱۸٫۷ فوت (۱۵۸٫۱ متر) و ارتفاع آن ۲۱٫۳ فوت (۶٫۵ متر) بود. این کشتی در سال ۱۹۲۴ ساخته شد.